# Consolida hohenackeri
Consolida hohenackeri är en ranunkelväxtart som först beskrevs av Pierre Edmond Boissier, och fick sitt nu gällande namn av Aleksandr Alfonsovitj Grossgejm. Consolida hohenackeri ingår i släktet åkerriddarsporrar, och familjen ranunkelväxter. Inga underarter finns listade i Catalogue of Life.